# Peter Ijeh
Peter Ijeh (Lagos, 28 de marzo de 1977) es un exfubolista nigeriano.
Después de jugar en varios equipos en Nigeria, entró en el equipo sueco de Malmö FF en 2001. Fue el máximo goleador en la Allsvenskan en 2002 con 24 goles. Fue traspasado al IFK Göteborg en 2004 como el mejor fichaje para su centenario. Posteriormente fue sospechoso de delitos fiscales, pero fue declarado inocente, después de lo cual se fue al club danés FC København en 2005. El 19 de junio de 2006 fichó por el Viking FK noruego, un fichaje que costó 3 millones de coronas danesas

## Clubes
| Club             | País      | Año         |
| ---------------- | --------- | ----------- |
| Julius Berger FC | Nigeria   | 2000 - 2001 |
| Malmö FF         | Suecia    | 2001 - 2003 |
| IFK Göteborg     | Suecia    | 2004 - 2005 |
| FC København     | Dinamarca | 2005 - 2006 |
| Viking FK        | Noruega   | 2006 - 2009 |
| Syrianska FC     | Suecia    | 2010 - 2011 |
| GAIS             | Suecia    | 2012        |